# Lockheed X-7
De Lockheed X-7 (bijgenaamd "Flying Stove Pipe" of vliegende kachelpijp) was een onbemand toestel gebruikt voor het testen van technologieën voor ramjets en raketgeleidingssystemen. De X-7 werd gelanceerd vanaf een B-29 of een B-50 moederschip. Na het loslaten werd de booster- of hulpraket ontstoken om het toestel te versnellen tot 1.625 km/h; hierop werd de booster afgestoten waarna de onder het toestel hangende ramjet de voortstuwing overnam. De raket landde door middel van een parachute. Er werd een maximumsnelheid behaald van 4.640 km/h (Mach 4,31) op dat moment een record voor een toestel werkend op atmosferische lucht.
In totaal werden er 130 vluchten uitgevoerd met de X-7 van april 1951 tot juli 1960.
Uit de X-7 werd de Lockheed AQM-60 Kingfisher ontwikkeld. Deze stond oorspronkelijk bekend als Q-5 Kingfisher.

## Vergelijkbaar toestel
- Boeing CIM-10 Bomarc